# Веселе (Бахмутський район)
Весе́ле — село Соледарської міської громади Бахмутського району Донецької області в Україні.

## Новітня історія
7 лютого 2023 року окупанти обстріляли село